# Musica tradizionale spagnola

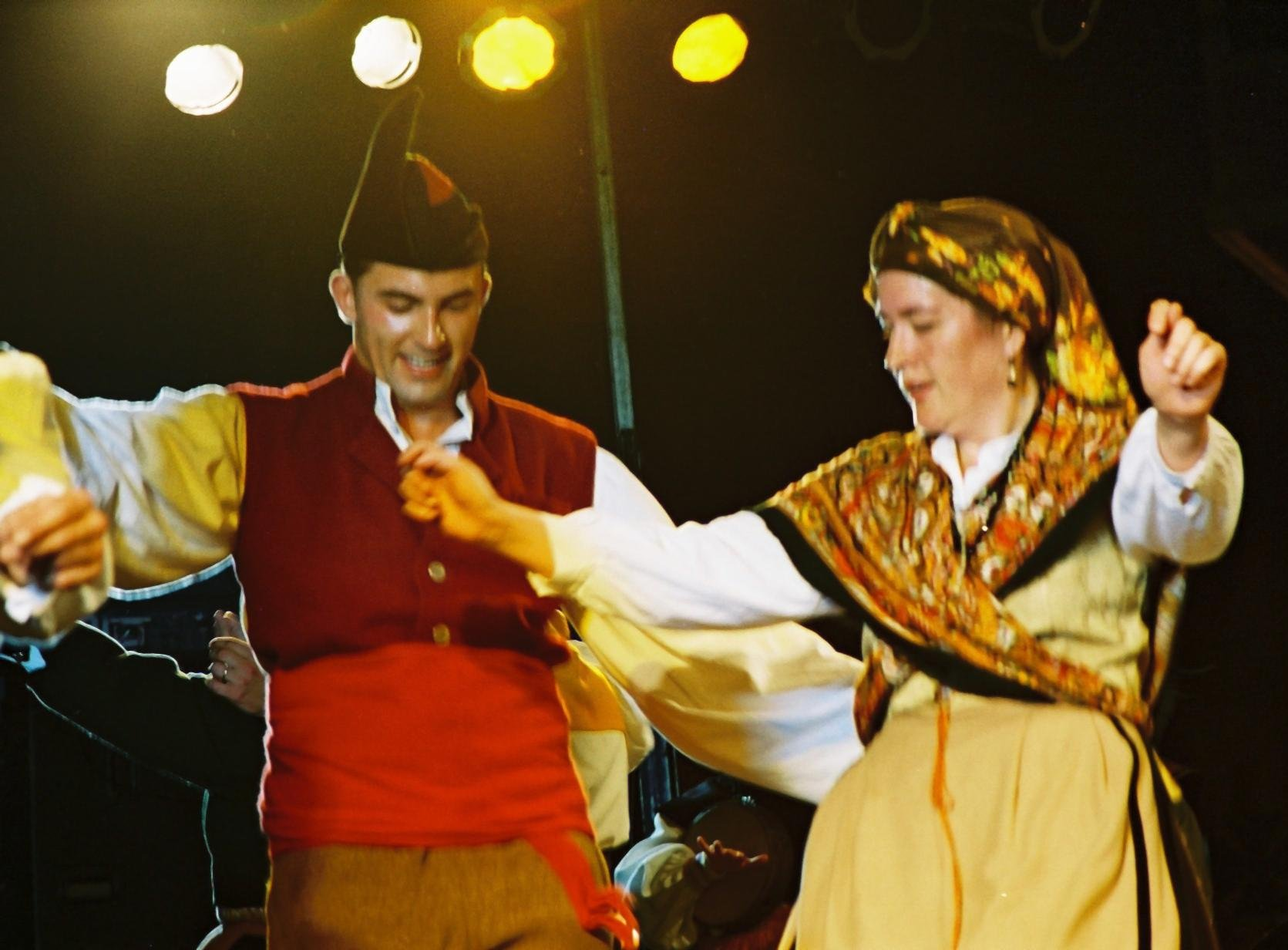
Coppia di ballo asturiano

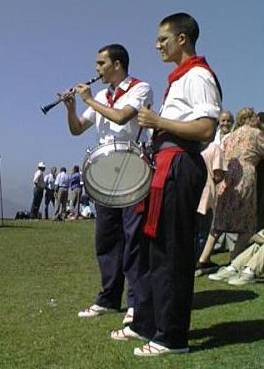
Suonatore di Pitu e tamburo

La Musica tradizionale spagnola (musica folclórica de España) è il complesso di tutta la musica tradizionale della Spagna, una musica diversa regione per regione.
Sicuramente ci sono stati in passato una serie di ritmi comuni a tutta la Spagna, che col tempo si son differenziati in ogni regione, o che scomparirono in alcune e son diventati caratteristici in altre, come nel caso della jota, per la quale molti credono sia tipica di Aragona, ma fu una danza ballata per tutta la Spagna.
In generale, tutte le manifestazioni di musica tradizionale hanno origine tra il 1800 e il 1950.
Tra i generi più importanti si evidenziano il flamenco e il suo stile vocale cante jondo (o cante hondo), la copla, il cuplé, il fandango, la isa canaria, la jota, la muñeira, i paloteos o balls de bastons, il pasodoble, le pardicas, la rebolada, la sardana, il verdiales e la Danza Prima.

## Andalusia
Qui è stato concepito il brano tradizionale “La Ronda” nel comune di Ronda, in Andalusia.

## Catalogna
La danza più diffusa è la sardana

## Castilla e León, Madrid e
la musica e il flamenco
- Musica spagnola
- Musica tradizionale